# Peter Čerešňák
Peter Čerešňák (ur. 26 stycznia 1993 w Trenczynie) – słowacki hokeista, reprezentant kraju, olimpijczyk z Pjongczangu 2018 i brązowy medalista olimpijski z Pekinu 2022.

## Kariera klubowa
Wychowanek Dukli Trenczyn, w której drużynie juniorskiej zadebiutował w sezonie 2007/2008, a w seniorskiej, grającej w słowackiej ekstralidze, w sezonie 2010/2011. W tym samym sezonie grał także dla HK Orange 20, stanowiącą drużynę juniorską do lat 20, uczestniczącą w krajowych rozgrywkach ligowych.
W 2011 przeniósł się do Kanady, gdzie był zawodnikiem klubu Peterborough Petes w młodzieżowej Ontario Hockey League. Spędził tam dwa sezony, po czym na sezon 2013/2014 powrócił do Dukli Trenczyn.
Od 2014 gra w czeskiej ekstralidze. Przez pierwsze dwa sezony bronił barw HC Vítkovice Steel. Od sezonu 2016/2017 do 2022 był hokeistą HC Škoda Pilzno. W 2022 związał się z klubem HC Dynamo Pardubice.

## Kariera reprezentacyjna
W sezonie 2009/2010 zadebiutował w reprezentacji Słowacji do lat 18. W 2010 pojechał na pierwszy turniej, którym były mistrzostwa świata do lat 18 w hokeju na lodzie mężczyzn 2010. W kolejnym sezonie zaliczył debiut  w reprezentacji Słowacji do lat 20.
W sezonie 2012/2013 zadebiutował w seniorskiej reprezentacji Słowacji. Jego największym sukcesem w barwach Słowacji był brązowy medal olimpijski w Pekinie w 2022.

### Udział w zawodach międzynarodowych w seniorskiej reprezentacji Słowacji
| Impreza            | Rok   | Gospodarz      | Miejsce |                      |      |            |     |
| ------------------ | ----- | -------------- | ------- | -------------------- | ---- | ---------- | --- |
| Impreza            | Rok   | Gospodarz      | Miejsce | Igrzyska olimpijskie | 2018 | Pjongczang | 11. |
| 2022               | Pekin | 03 !           |         | Igrzyska olimpijskie |      |            |     |
| Mistrzostwa świata | 2014  | Mińsk          | 9.      |                      |      |            |     |
| Mistrzostwa świata | 2017  | Kolonia, Paryż | 14.     |                      |      |            |     |
| Mistrzostwa świata | 2022  | Helsinki       | 8.      |                      |      |            |     |